# Eisschnelllauf-Sprintweltmeisterschaft 1988
Die 19. Eisschnelllauf-Sprintweltmeisterschaft wurde vom 6. bis 7. Februar im US-amerikanischen West Allis, Wisconsin (State Fair Park) ausgetragen.

## Wettbewerb
- 53 Sportler aus 16 Nationen nahmen am Mehrkampf teil

| Teilnehmende Nationen                            | Teilnehmende Nationen                                              | Teilnehmende Nationen            | Teilnehmende Nationen                           |
| ------------------------------------------------ | ------------------------------------------------------------------ | -------------------------------- | ----------------------------------------------- |
| Australien Österreich Kanada Volksrepublik China | Finnland Frankreich BR Deutschland Deutsche Demokratische Republik | Japan Niederlande Norwegen Polen | Schweiz Schweden Sowjetunion Vereinigte Staaten |

### Frauen

#### Endstand
- Zeigt die zwölf erfolgreichsten Sportlerinnen der Sprint-WM

| Rang | Name                      | 1. Lauf 500 Meter | Pkt.  | 1. Lauf 1.000 Meter | Pkt.  | 2. Lauf 500 Meter | Pkt.  | 2. Lauf 1.000 Meter | Pkt.  | Gesamt- pkt. |
| ---- | ------------------------- | ----------------- | ----- | ------------------- | ----- | ----------------- | ----- | ------------------- | ----- | ------------ |
| 1    | Christa Rothenburger      | 41,30 (1)         | 41,30 | 1:24,93 (2)         | 42,46 | 41,33 (2)         | 41,33 | 1:23,06 (2)         | 41,53 | 166,625      |
| 2    | Karin Kania-Enke          | 42,04 (3)         | 42,04 | 1:24,81 (1)         | 42,40 | 41,46 (3)         | 41,46 | 1:21,81 (1)         | 40,90 | 166,810      |
| 3    | Bonnie Blair              | 41,60 (2)         | 41,60 | 1:25,83 (4)         | 42,91 | 41,03 (1)         | 41,03 | 1:23,90 (3)         | 41,95 | 167,495      |
| 4    | Seiko Hashimoto           | 42,14 (5)         | 42,14 | 1:27,71 (5)         | 43,85 | 42,12 (5)         | 42,12 | 1:24,74 (5)         | 42,37 | 170,485      |
| 5    | Angela Stahnke            | 42,05 (4)         | 42,05 | 1:27,95 (6)         | 43,97 | 42,05 (4)         | 42,05 | 1:25,15 (6)         | 42,57 | 170,650      |
| 6    | Andrea Ehrig-Mitscherlich | 43,13 (10)        | 43,13 | 1:25,69 (3)         | 42,84 | 43,51 (12)        | 43,51 | 1:23,90 (3)         | 41,95 | 171,435      |
| 7    | Zofia Tokarczyk           | 42,72 (7)         | 42,72 | 1:30,09 (11)        | 45,04 | 42,79 (6)         | 42,79 | 1:25,57 (7)         | 42,78 | 173,340      |
| 8    | Christine Aaftink         | 42,85 (8)         | 42,85 | 1:28,46 (7)         | 44,23 | 43,18 (7)         | 43,18 | 1:28,45 (12)        | 44,22 | 174,485      |
| 9    | Erwina Rys-Ferens         | 43,41 (13)        | 43,41 | 1:29,42 (8)         | 44,71 | 44,17 (17)        | 44,17 | 1:26,66 (8)         | 43,33 | 175,620      |
| 10   | Shōko Fusano              | 43,25 (11)        | 43,25 | 1:30,89 (15)        | 45,44 | 43,23 (8)         | 43,23 | 1:27,51 (9)         | 43,75 | 175,680      |
| 11   | Katie Class               | 44,2 (19)         | 44,20 | 1:29,69 (9)         | 44,84 | 43,45 (11)        | 43,45 | 1:27,92 (11)        | 43,96 | 176,455      |
| 12   | Shelley Rhead             | 42,44 (6)         | 42,44 | 1:31,39 (18)        | 45,69 | 43,43 (10)        | 43,43 | 1:29,98 (16)        | 44,99 | 176,555      |

#### 1. Lauf 500 Meter
| Platz | Name                      | Land                            | Zeit  | Punkte |
| ----- | ------------------------- | ------------------------------- | ----- | ------ |
| 1     | Christa Rothenburger      | Deutsche Demokratische Republik | 41,30 | 41,30  |
| 2     | Bonnie Blair              | Vereinigte Staaten              | 41,60 | 41,60  |
| 3     | Karin Kania-Enke          | Deutsche Demokratische Republik | 42,04 | 42,04  |
| 4     | Angela Stahnke            | Deutsche Demokratische Republik | 42,05 | 42,05  |
| 5     | Seiko Hashimoto           | Japan                           | 42,14 | 42,14  |
| 6     | Shelley Rhead             | Kanada                          | 42,44 | 42,44  |
| 7     | Zofia Tokarczyk           | Polen                           | 42,72 | 42,72  |
| 8     | Christine Aaftink         | Niederlande                     | 42,85 | 42,85  |
| 9     | Edel Therese Høiseth      | Norwegen                        | 42,89 | 42,89  |
| 10    | Andrea Ehrig-Mitscherlich | Deutsche Demokratische Republik | 43,13 | 43,13  |
|       |                           |                                 |       |        |
| 14    | Monika Gawenus-Pflug      | BR Deutschland                  | 43,67 | 43,67  |
| 18    | Emese Nemeth-Hunyady      | Österreich                      | 44,03 | 44,03  |
| 20    | Anja Mischke              | BR Deutschland                  | 44,27 | 44,27  |

#### 1. Lauf 1.000 Meter
| Platz | Name                      | Land                            | Zeit    | Punkte |
| ----- | ------------------------- | ------------------------------- | ------- | ------ |
| 1     | Karin Kania-Enke          | Deutsche Demokratische Republik | 1:24,81 | 42,40  |
| 2     | Christa Rothenburger      | Deutsche Demokratische Republik | 1:24,93 | 42,46  |
| 3     | Andrea Ehrig-Mitscherlich | Deutsche Demokratische Republik | 1:25,69 | 42,84  |
| 4     | Bonnie Blair              | Vereinigte Staaten              | 1:25,83 | 42,91  |
| 5     | Seiko Hashimoto           | Japan                           | 1:27,71 | 43,85  |
| 6     | Angela Stahnke            | Deutsche Demokratische Republik | 1:27,95 | 43,97  |
| 7     | Christine Aaftink         | Niederlande                     | 1:28,46 | 44,23  |
| 8     | Erwina Ryś-Ferens         | Polen                           | 1:29,42 | 44,71  |
| 9     | Katie Class               | Vereinigte Staaten              | 1:29,69 | 44,84  |
| 10    | Edel Therese Høiseth      | Norwegen                        | 1:29,74 | 44,87  |
|       |                           |                                 |         |        |
| 12    | Emese Nemeth-Hunyady      | Österreich                      | 1:30,10 | 45,05  |
| 17    | Monika Gawenus-Pflug      | BR Deutschland                  | 1:31,21 | 45,60  |
| 19    | Anja Mischke              | BR Deutschland                  | 1:32,02 | 46,01  |

#### 2. Lauf 500 Meter
| Platz | Name                      | Land                            | Zeit  | Punkte |
| ----- | ------------------------- | ------------------------------- | ----- | ------ |
| 1     | Bonnie Blair              | Vereinigte Staaten              | 41,03 | 41,03  |
| 2     | Christa Rothenburger      | Deutsche Demokratische Republik | 41,33 | 41,33  |
| 3     | Karin Kania-Enke          | Deutsche Demokratische Republik | 41,46 | 41,46  |
| 4     | Angela Stahnke            | Deutsche Demokratische Republik | 42,05 | 42,05  |
| 5     | Seiko Hashimoto           | Japan                           | 42,12 | 42,12  |
| 6     | Zofia Tokarczyk           | Polen                           | 42,79 | 42,79  |
| 7     | Christine Aaftink         | Niederlande                     | 43,18 | 43,18  |
| 8     | Shōko Fusano              | Japan                           | 43,23 | 43,23  |
| 9     | Edel Therese Høiseth      | Norwegen                        | 43,28 | 43,28  |
| 10    | Shelley Rhead             | Kanada                          | 43,43 | 43,43  |
|       |                           |                                 |       |        |
| 12    | Andrea Ehrig-Mitscherlich | Deutsche Demokratische Republik | 43,51 | 43,51  |
| 16    | Emese Nemeth-Hunyady      | Österreich                      | 43,90 | 43,90  |
| 21    | Anja Mischke              | BR Deutschland                  | 45,37 | 45,37  |

#### 2. Lauf 1.000 Meter
| Platz | Name                                   | Land                                               | Zeit    | Punkte |
| ----- | -------------------------------------- | -------------------------------------------------- | ------- | ------ |
| 1     | Karin Kania-Enke                       | Deutsche Demokratische Republik                    | 1:21,81 | 40,90  |
| 2     | Christa Rothenburger                   | Deutsche Demokratische Republik                    | 1:23,06 | 41,53  |
| 3     | Bonnie Blair Andrea Ehrig-Mitscherlich | Vereinigte Staaten Deutsche Demokratische Republik | 1:23,90 | 41,95  |
| 5     | Seiko Hashimoto                        | Japan                                              | 1:24,74 | 42,37  |
| 6     | Angela Stahnke                         | Deutsche Demokratische Republik                    | 1:25,15 | 42,57  |
| 7     | Zofia Tokarczyk                        | Polen                                              | 1:25,57 | 42,78  |
| 8     | Erwina Ryś-Ferens                      | Polen                                              | 1:26,66 | 43,33  |
| 9     | Shōko Fusano                           | Japan                                              | 1:27,51 | 43,75  |
| 10    | Emese Nemeth-Hunyady                   | Österreich                                         | 1:27,75 | 43,87  |
|       |                                        |                                                    |         |        |
| 19    | Anja Mischke                           | BR Deutschland                                     | 1:32,40 | 46,20  |

### Männer

#### Endstand
- Zeigt die zwölf erfolgreichsten Sportler der Sprint-WM

| Rang | Name               | 1. Lauf 500 Meter | Pkt.  | 1. Lauf 1.000 Meter | Pkt.  | 2. Lauf 500 Meter | Pkt.  | 2. Lauf 1.000 Meter | Pkt.  | Gesamt- pkt. |
| ---- | ------------------ | ----------------- | ----- | ------------------- | ----- | ----------------- | ----- | ------------------- | ----- | ------------ |
| 1    | Dan Jansen         | 38,70 (1)         | 38,70 | 1:20,24 (1)         | 40,12 | 38,15 (1)         | 38,15 | 1:18,01 (6)         | 39,00 | 155,975      |
| 2    | Uwe-Jens Mey       | 38,89 (3)         | 38,89 | 1:20,64 (4)         | 40,32 | 38,72 (6)         | 38,72 | 1:17,93 (5)         | 38,96 | 156,895      |
| 3    | Eric Flaim         | 39,17 (7)         | 39,17 | 1:20,57 (3)         | 40,28 | 38,96 (11)        | 38,96 | 1:17,30 (1)         | 38,65 | 157,065      |
| 4    | Andrei Bachwalow   | 38,96 (5)         | 38,96 | 1:20,66 (5)         | 40,33 | 38,51 (3)         | 38,51 | 1:18,88 (11)        | 39,44 | 157,240      |
| 5    | Erik Henriksen     | 39,08 (6)         | 39,08 | 1:21,38 (6)         | 40,69 | 38,70 (5)         | 38,70 | 1:17,86 (4)         | 38,93 | 157,400      |
| 6    | Jan Ykema          | 39,39 (10)        | 39,39 | 1:20,32 (2)         | 40,16 | 38,74 (7)         | 38,74 | 1:18,36 (8)         | 39,18 | 157,470      |
| 7    | Kimihiro Hamaya    | 39,92 (17)        | 39,92 | 1:21,94 (12)        | 40,97 | 38,22 (2)         | 38,22 | 1:17,66 (2)         | 38,83 | 157,940      |
| 8    | Yasumitsu Kanehama | 38,88 (2)         | 38,88 | 1:21,64 (8)         | 40,82 | 39,11 (13)        | 39,11 | 1:18,89 (12)        | 39,44 | 158,255      |
| 9    | Nick Thometz       | 39,34 (8)         | 39,34 | 1:21,77 (9)         | 40,88 | 38,68 (4)         | 38,68 | 1:18,76 (9)         | 39,38 | 158,280      |
| 10   | Wytalyj Makowezkyj | 38,94 (4)         | 38,94 | 1:21,48 (7)         | 40,74 | 38,83 (9)         | 38,83 | 1:20,36 (19)        | 40,18 | 158,690      |
| 11   | Yukihiro Mitani    | 39,55 (11)        | 39,55 | 1:21,81 (11)        | 40,90 | 38,76 (8)         | 38,76 | 1:20,09 (16)        | 40,04 | 159,260      |
| 12   | Guy Thibault       | 39,59 (13)        | 39,59 | 1:23,82 (21)        | 41,91 | 38,98 (12)        | 38,98 | 1:18,31 (7)         | 39,15 | 159,635      |

#### 1. Lauf 500 Meter
| Platz | Name                 | Land                            | Zeit  | Punkte |
| ----- | -------------------- | ------------------------------- | ----- | ------ |
| 1     | Dan Jansen           | Vereinigte Staaten              | 38,70 | 38,70  |
| 2     | Yasumitsu Kanehama   | Japan                           | 38,88 | 38,88  |
| 3     | Uwe-Jens Mey         | Deutsche Demokratische Republik | 38,89 | 38,89  |
| 4     | Wytalyj Makowezkyj   | Sowjetunion                     | 38,94 | 38,94  |
| 5     | Andrei Bachwalow     | Sowjetunion                     | 38,96 | 38,96  |
| 6     | Erik Henriksen       | Vereinigte Staaten              | 39,08 | 39,08  |
| 7     | Eric Flaim           | Vereinigte Staaten              | 39,17 | 39,17  |
| 8     | Nick Thometz         | Vereinigte Staaten              | 39,34 | 39,34  |
| 9     | Hozumi Moriyama      | Japan                           | 39,38 | 39,38  |
| 10    | Jan Ykema            | Niederlande                     | 39,39 | 39,39  |
|       |                      |                                 |       |        |
| 16    | André Hoffmann       | Deutsche Demokratische Republik | 39,87 | 39,87  |
| 22    | Hans-Peter Oberhuber | BR Deutschland                  | 40,14 | 40,14  |
| 24    | Uwe Streb            | BR Deutschland                  | 40,30 | 40,30  |
| 27    | Marc Vernier         | Frankreich                      | 41,11 | 41,11  |

#### 1. Lauf 1.000 Meter
| Platz | Name                       | Land                            | Zeit    | Punkte |
| ----- | -------------------------- | ------------------------------- | ------- | ------ |
| 1     | Dan Jansen                 | Vereinigte Staaten              | 1:20,24 | 40,12  |
| 2     | Jan Ykema                  | Niederlande                     | 1:20,32 | 40,16  |
| 3     | Eric Flaim                 | Vereinigte Staaten              | 1:20,57 | 40,28  |
| 4     | Uwe-Jens Mey               | Deutsche Demokratische Republik | 1:20,64 | 40,32  |
| 5     | Andrei Bachwalow           | Sowjetunion                     | 1:20,66 | 40,33  |
| 6     | Erik Henriksen             | Vereinigte Staaten              | 1:21,38 | 40,69  |
| 7     | Wytalyj Makowezkyj         | Sowjetunion                     | 1:21,48 | 40,74  |
| 8     | Yasumitsu Kanehama         | Japan                           | 1:21,64 | 40,82  |
| 9     | Nick Thometz Menno Boelsma | Vereinigte Staaten Niederlande  | 1:21,77 | 40,88  |
|       |                            |                                 |         |        |
| 17    | Uwe Streb                  | BR Deutschland                  | 1:23,26 | 41,63  |
| 25    | Hans-Peter Oberhuber       | BR Deutschland                  | 1:24,77 | 42,38  |
| 26    | Marc Vernier               | Frankreich                      | 1:24,98 | 42,49  |
| 28    | André Hoffmann             | Deutsche Demokratische Republik | 1:29,12 | 44,56  |

#### 2. Lauf 500 Meter
| Platz | Name                 | Land                            | Zeit  | Punkte |
| ----- | -------------------- | ------------------------------- | ----- | ------ |
| 1     | Dan Jansen           | Vereinigte Staaten              | 38,15 | 38,15  |
| 2     | Kimihiro Hamaya      | Japan                           | 38,22 | 38,22  |
| 3     | Andrei Bachwalow     | Sowjetunion                     | 38,51 | 38,51  |
| 4     | Nick Thometz         | Vereinigte Staaten              | 38,68 | 38,68  |
| 5     | Erik Henriksen       | Vereinigte Staaten              | 38,70 | 38,70  |
| 6     | Uwe-Jens Mey         | Deutsche Demokratische Republik | 38,72 | 38,72  |
| 7     | Jan Ykema            | Niederlande                     | 38,74 | 38,74  |
| 8     | Yukihiro Mitani      | Japan                           | 38,76 | 38,76  |
| 9     | Wytalyj Makowezkyj   | Sowjetunion                     | 38,83 | 38,83  |
| 10    | Jouko Vesterlund     | Finnland                        | 38,85 | 38,85  |
|       |                      |                                 |       |        |
| 22    | Hans-Peter Oberhuber | BR Deutschland                  | 39,86 | 39,86  |
| 24    | Uwe Streb            | BR Deutschland                  | 40,01 | 40,01  |
| 26    | André Hoffmann       | Deutsche Demokratische Republik | 40,41 | 40,41  |
| 27    | Marc Vernier         | Frankreich                      | 40,57 | 40,57  |

#### 2. Lauf 1.000 Meter
| Platz | Name                 | Land                            | Zeit    | Punkte |
| ----- | -------------------- | ------------------------------- | ------- | ------ |
| 1     | Eric Flaim           | Vereinigte Staaten              | 1:17,30 | 38,65  |
| 2     | Kimihiro Hamaya      | Japan                           | 1:17,66 | 38,83  |
| 3     | André Hoffmann       | Deutsche Demokratische Republik | 1:17,77 | 38,88  |
| 4     | Erik Henriksen       | Vereinigte Staaten              | 1:17,86 | 38,93  |
| 5     | Uwe-Jens Mey         | Deutsche Demokratische Republik | 1:17,93 | 38,96  |
| 6     | Dan Jansen           | Vereinigte Staaten              | 1:18,01 | 39,00  |
| 7     | Guy Thibault         | Kanada                          | 1:18,31 | 39,15  |
| 8     | Jan Ykema            | Niederlande                     | 1:18,36 | 39,18  |
| 9     | Nick Thometz         | Vereinigte Staaten              | 1:18,76 | 39,38  |
| 10    | Gaétan Boucher       | Kanada                          | 1:18,78 | 39,39  |
|       |                      |                                 |         |        |
| 20    | Uwe Streb            | BR Deutschland                  | 1:20,47 | 40,23  |
| 25    | Marc Vernier         | Frankreich                      | 1:21,41 | 40,70  |
| 26    | Hans-Peter Oberhuber | BR Deutschland                  | 1:21,57 | 40,78  |